# Filature Gast
Le filature Gast est un monument historique situé à Issenheim, dans le département français du Haut-Rhin.

## Localisation
Ce bâtiment est situé au 9, rue de Cernay à Issenheim.

## Historique
L'édifice fait l'objet d'une inscription au titre des monuments historiques depuis 2005.